# Kurt Sorge

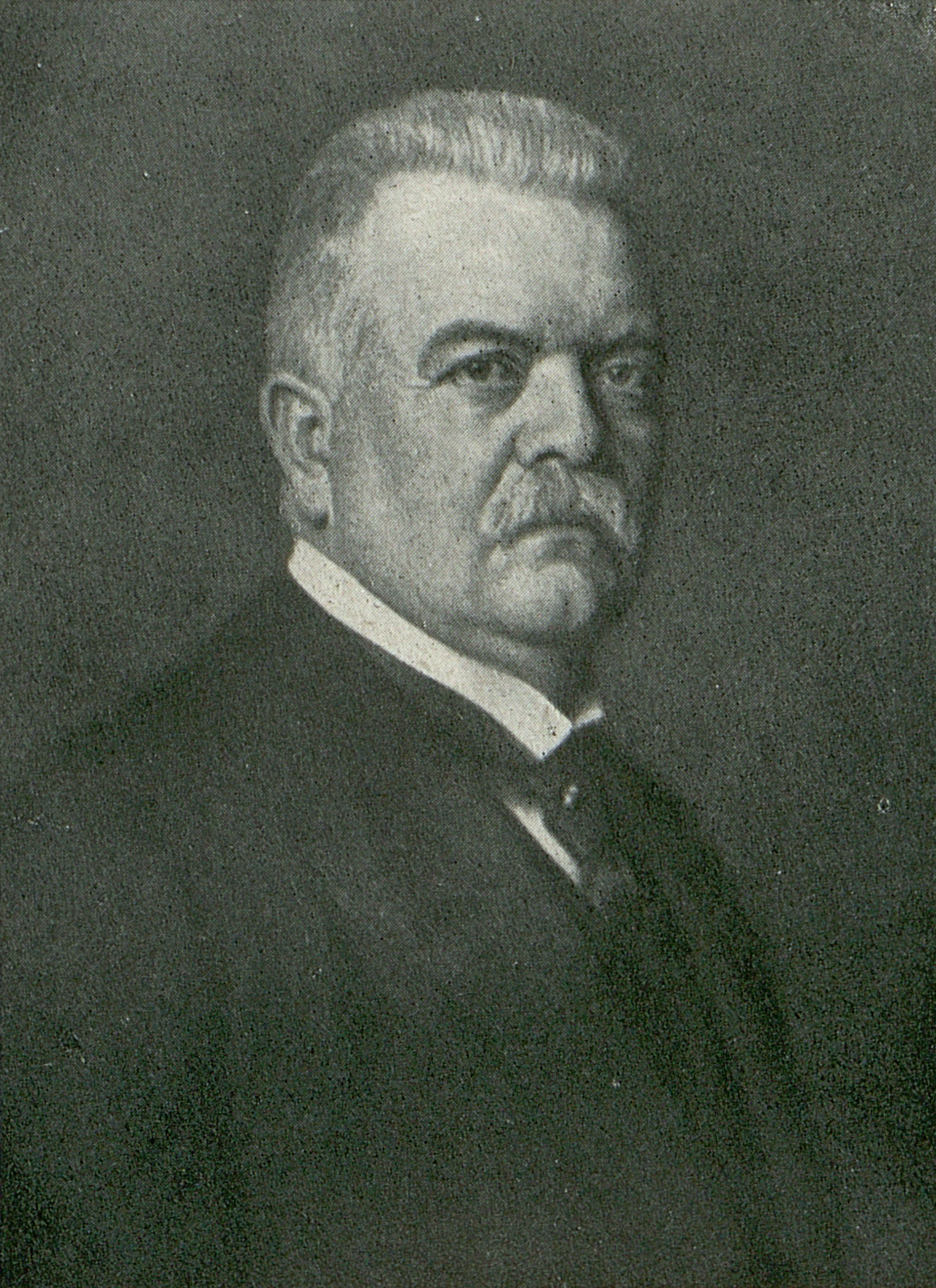
Kurt Sorge

Kurt Oskar Sorge (* 28. Juli 1855 in Zwickau; † 9. September 1928 in Berlin) war ein deutscher Industrieller und Vorsitzender mehrerer Wirtschaftsverbände.

## Leben
Nach dem Besuch der Zwickauer Bürgerschule absolvierte Sorge Realschulen in Chemnitz und Dresden. 1873 legte er die Reifeprüfung ab. Sorge, aus dessen Familie mehrere Techniker stammten, nahm dann ein Studium an der Bergakademie Freiberg auf. 1877 erhielt er dort das Diplom als Eisenhütteningenieur.
Er fand sodann eine Anstellung als Chemiker und Hilfsingenieur auf der Ilseder Hütte in Peine. 1879 wechselte er als Betriebsassistent und Chemiker auf die Georgsmarienhütte, wo er bis 1882 blieb. 1887 wurde er technischer Beirat der Firma Spaeter in Koblenz. 1888 verließ er das Unternehmen und wurde Direktor der Rombacher Hütte.
1893 wechselte er dann zur Friedrich Krupp AG Grusonwerk in Magdeburg-Buckau, wo er 1895 Prokura erhielt und 1899 Mitglied des Direktoriums und Vorsitzender der Direktion wurde. Das von ihm erfolgreich geführte Krupp-Grusonwerk zählte zu den größten Schwermaschinenbaubetrieben Deutschlands. Er betrieb die Erweiterung des Stahlwerks und den Bau und die Erweiterung der Rädergießerei und Schmiede.
1902 wurde er Vorsitzender des Verbandes der Magdeburger Metallindustriellen. Später wurde er Mitglied im Vorstand des Gesamtverbandes Deutscher Metallindustrieller. In den Jahren 1910 und 1911 übernahm er den Vorsitz des Vereins Deutscher Ingenieure, 1915 wurde er für fünf Jahre zum Vorsitzenden des Vereins deutscher Maschinenbau-Anstalten gewählt. Von 1917 bis 1924 hatte er auch die Funktion des Vorsitzenden der Vereinigung Deutscher Arbeitgeberverbände inne.
Während des Ersten Weltkrieges war er Chef des technischen Stabes des Kriegsamtes und koordinierte die deutsche Industrie.
Eine bedeutende Herausforderung in seiner Tätigkeit im Krupp-Grusonwerk war die Umstellung des stark durch die Rüstungsindustrie geprägten Werkes auf die Zivilproduktion nach Ende des Ersten Weltkriegs, bei Beibehaltung der Belegschaftsstärke.
1919 wurde Sorge Mitglied des Aufsichtsrates der Friedrich Krupp AG, dessen stellvertretender Vorsitzender er 1925 wurde. Es folgten weiter Aufsichtsratposten in der Leipziger Messe- und Ausstellungsgesellschaft AG und als Aufsichtsratsvorsitzender bei der Deutschen Kreditversicherungs AG. Zwischen 1919 und 1925 übernahm er auch den Vorsitz des Reichsverbandes der Deutschen Industrie, deren Ehrenvorsitzender er später war. Er war auch Mitglied des Vorläufigen Reichswirtschaftsrates. 1922 wurde er Mitglied der Gäa. Sorge war Mitglied der Deutschen Volkspartei und gehörte von 1920 bis 1928 dem Reichstag der Weimarer Republik an.
1924 verlieh ihm die Technische Hochschule Dresden ehrenhalber den Titel Dr.-Ing. 1925 wurde Sorge von der Universität Bonn mit einem Ehrendoktortitel ausgezeichnet. Die Stadt Magdeburg hatte ihm zu Ehren zeitweise eine Straße als Kurt-Sorge-Straße benannt.

## Familie
Sorge heiratete 1879 die Tochter Jenny (1858–1886) des Freiberger Rechtsanwalts und Politikers Ottomar Blüher. Nachdem diese 1886 bei oder kurz nach der Geburt des ersten Kindes Kurt gestorben war, ging er 1888 mit Jennys älterer Schwester Helene (* 1854) eine zweite Ehe ein.

## Schriften
- Die Entwicklung der Eisenindustrie in den letzte 25 Jahren. In: VDI Monatszeitschrift. Band 7, Heft 6, 1914